# 김지희 (레이싱 모델)
김지희(1994년 5월 13일 ~ )는 대한민국의 레이싱 모델이다.

## 경력

### 레이싱모델 경력
- 2017년 - 서울오토살롱 스톨츠 포즈모델
- 2017년 - 모터락 페스티벌 홍보모델
- 2017년 - 서울모터쇼 클럽넘버원 포즈모델
- 2017년 - 제이에스오토스 런칭쇼 모델
- 2016년 - 서울오토살롱 홍보모델
- 2016년 - 2016 KIC 오프로드 그랑프리 레이싱모델
- 2016년 - KIC 오프로드 그랑프리 레이싱모델
- 2016년 - KIC-CUP 투어링카 레이스 레이싱모델
- 2016년 - 오토모티브위크 루카스 레이싱모델
- 2016년 - KIC 오프로드 그랑프리 레이싱모델
- 2016년 - 지스타 엑스토피아 모델
- 2016년 - 코리아 스쿠터 레이스 챔피언십 레이싱모델
- 국제모델협회 정회원

## 수상
- 2017년 - 오션월드 비키니 컨테스트 대상
- 2016년 - 국제 참예술인상 글로벌모델대상
- 2016년 - 비키니 코리아 달콤한 커피상